# Ptychosperma nicolai
Ptychosperma nicolai är en enhjärtbladig växtart som först beskrevs av Henry Frederick Conrad Sander och Éduard-François André, och fick sitt nu gällande namn av Karl Ewald Maximilian Burret. Ptychosperma nicolai ingår i släktet Ptychosperma och familjen Arecaceae. Inga underarter finns listade i Catalogue of Life.